# Бартолоцци, Франческо
Франче́ско Бартоло́цци (итал. Francesco Bartolozzi; 21 сентября 1727, Флоренция, Великое герцогство Тосканское — 7 марта 1815, Лиссабон, Королевство Португалия) — итальянский рисовальщик, живописец-акварелист и гравёр, крупнейший мастер офорта, пунктирной манеры, в частности цветного пунктира и карандашной манеры офорта. С 1764 года работал в Англии, где создал школу цветной репродукционной гравюры.

## Биография
Отец Бартолоцци был ювелиром, работавшим с золотом и серебром. Франческо также освоил отцовскую профессию, но демонстрировал в ней столь высокое мастерство и чувство вкуса, что за его образование взялись два флорентийских художника, Джованни Ферретти и Иньяцио Хьюфорд, которые учили его искусству живописи. Проучившись живописи три года, Бартолоцци переехал в Венецию, где начал изучать гравюру под руководством Йозефа Вагнера. Он очень быстро освоил новый для себя вид искусства и создал несколько работ, получивших известность в Венеции. Затем в 1762 году он ненадолго переехал в Рим, где завершил серию гравюр, воспроизводящих фрески в Гроттаферрата работы Доменикино, изображающие жизнь святого Нила. Его офорты стали привлекать внимание в разных странах Европы. В 1763 году Бартолоцци встретил Ричарда Далтона, английского рисовальщика, гравёра и королевского библиотекаря в Лондоне, который путешествовал по Италии в поисках произведений для пополнения королевских коллекций. Далтон пообещал ему должность гравёра короля. Бартолоцци согласился и уехал в Лондон в 1764 году.
Почти сорок лет Бартолоцци жил и работал в Лондоне, приобщился к английским традициям, много работал в технике цветного пунктира, в основном по старинным рисункам. За английский период творчества он создал внушительное количество гравюр, значительное число которых было сделано с картин Джованни Баттиста Чиприани и Ангелики Кауфман. Часть гравюр Бартолоцци вошла в Шекспировскую галерею Джона Бойделла. Гравюры Бартолоцци были близки к совершенству, точно передавая мельчайшие детали оригинальных живописных картин.
Вскоре после прибытия в Лондон он был назначен гравёром при дворе короля Георга III с годовой платой в 300 фунтов стерлингов. В Лондоне в 1768 году он стал одним из основателей Королевской академии художеств. Устав новой Академии не предусматривал членство гравёров, но Бартолоцци пользовался таким уважением, что его в 1769 году включили в число академиков по категории живописи. В 1802 году он стал президентом-основателем недолговечного британского Общества гравёров (Society of Engravers) и был удостоен титула королевского гравёра по меди.
В 1802 году Бартолоцци принял пост директора Национальной академии искусств Лиссабона и переехал туда с намерением реформировать королевские печатные издания в Португалии и выпустить португальскую эпическую поэму «Лузиады» (Os Lusíadas) с гравюрами. К тому времени ему было за семьдесят, и он поручил большую часть работы одному из своих учеников.
Несмотря на европейскую известность и плодотворную работу, долги вынудили его продать большую часть своих гравюр и имущества. Бартолоцци умер в своей мастерской в 7 марта 1815 году и был похоронен в братской могиле лиссабонской церкви.
Его сын Гаэтано Стефано (1757—1821), также ставший гравёром, был отцом известной английской актрисы и певицы Люсии Элизабет Вестрис.

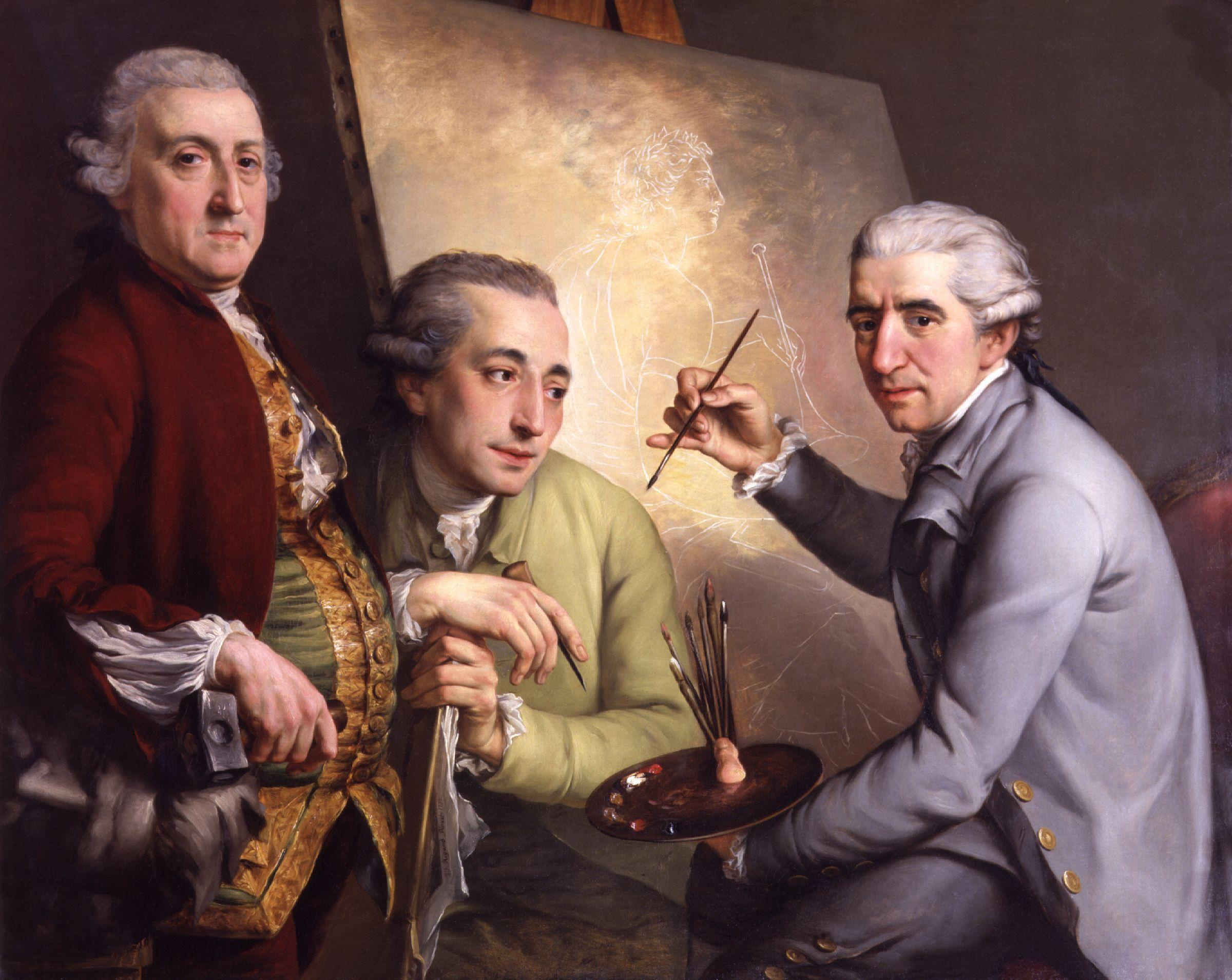
Дж. Ф. Риго. Портрет А. Карлини, Ф. Бартолоцци и Дж. Б. Киприани. 1777. Холст, масло. Национальная портретная галерея, Лондон

## Творчество
Творчество Бартолоцци, несмотря на его основную деятельность в области репродукционной гравюры по живописным оригиналам других художников, удивительно своеобразно. В Венеции он успешно воспроизводил в графике стиль венецианской живописи. Много рисовал с натуры. Бартолоцци не был изобретателем цветного офорта и техники пунктира, но «сумел придать чисто английской технике утончённость и изысканность своих акварельных миниатюр».
Бартолоцци добавил к традиционным тонам цветного офорта красные (сангина), оранжевые и коричневые краски. Бартолоцци не был изобретателем карандашной манеры но, стал ведущим представителем «манеры точечной печати» до такой степени, что эта техника, несмотря на достижения французских гравёров, стала ассоциироваться с его именем и считаться, английской. В Лондоне Бартолоцци сблизился с Дж. Б. Чиприани и А. Кауфман, по живописным оригиналам которых он работал, и это повлияло на его собственный стиль и склонность к салонному сентиментализму.
По мере того, как его известность росла, Франческо Бартолоцци набирал учеников. Его учениками и последователями были Луиджи Скьявонетти, Микеле Бенедетти, Игнатий Йозеф ван ден Берге, Томас Чизман, Ламбертус Антониус Классенс, Даниель Гарднер, Кристиана Джози, Йохан Фредрик Мартин, Конрад Мартин Мец, Джон Кейз Шервин, Генрих Синцених, Пелтро Уильям Томкинс, Доменико Бернардо Зилотти. Его помощником некоторое время был немецкий гравёр Карл Эрнст Хесс.
В 1773—1782 годах у Бартолоцци в Лондоне учился выдающийся русский рисовальщик, живописец и гравёр Г. И. Скородумов.

## Галерея

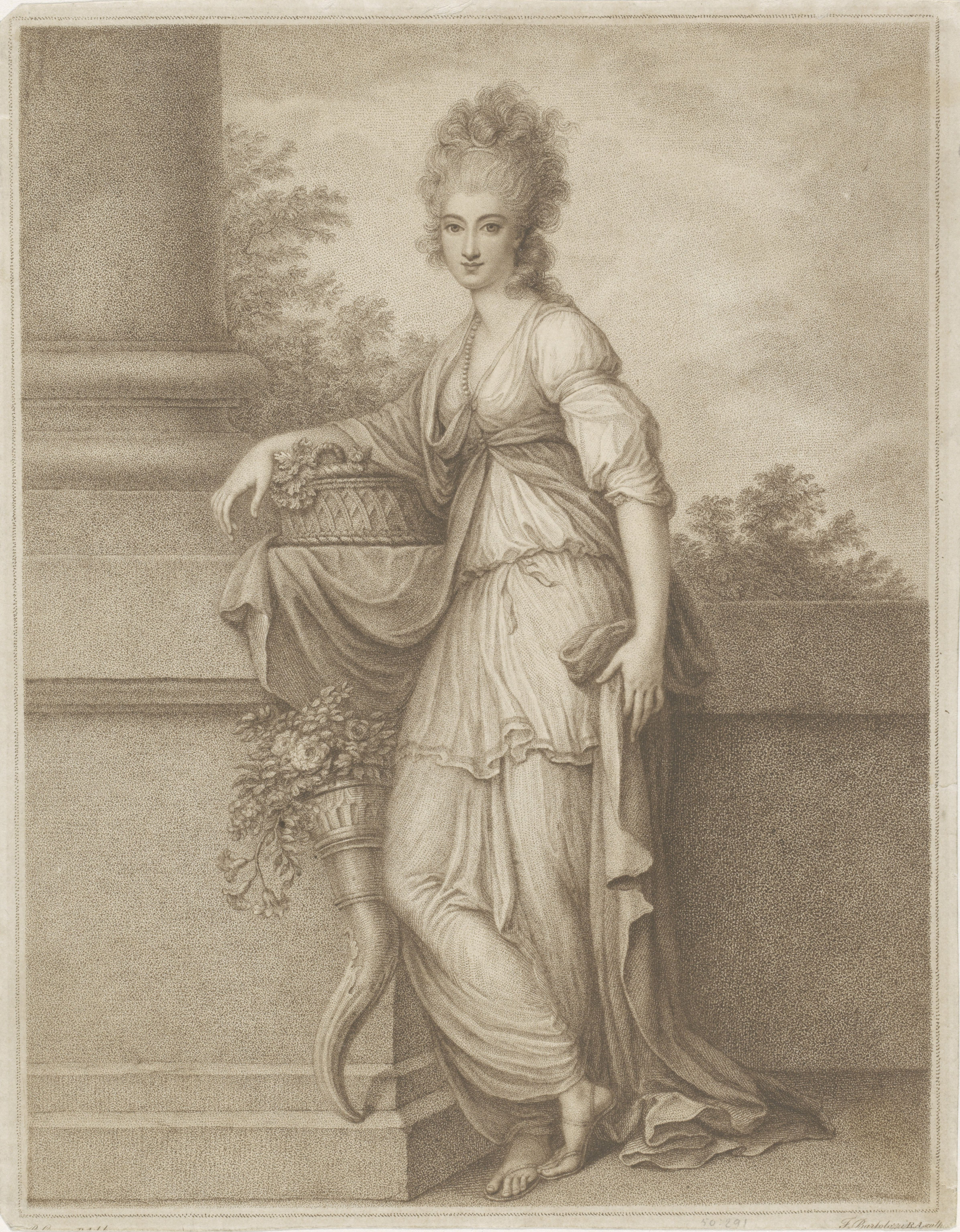
Флора. 1738—1815 гг. Пунктирная манера
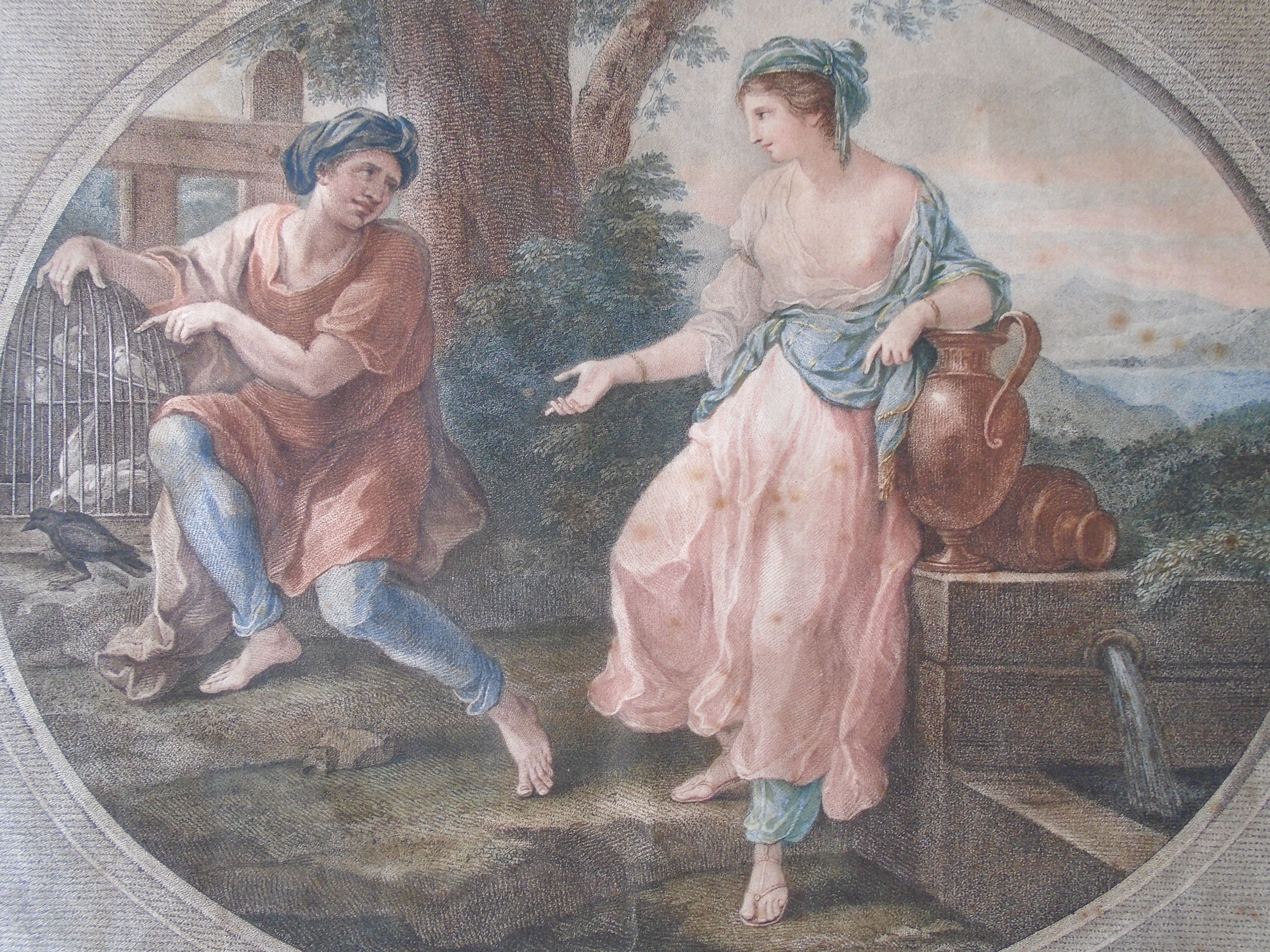
Прекрасная Родопа, влюбленная в Эзопа. 1782. Цветной пунктир. По оригиналу А. Кауфман
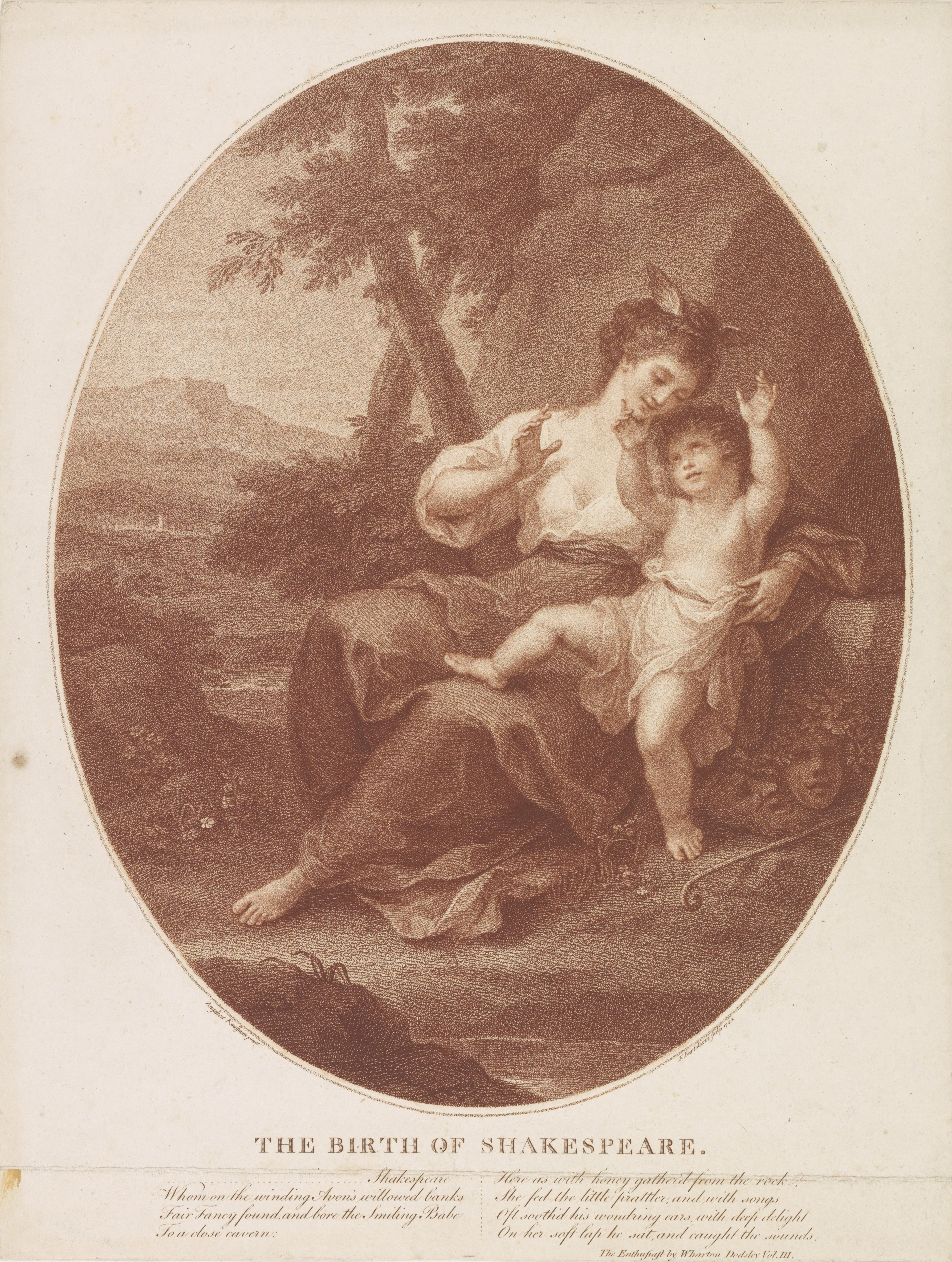
Рождение Шекспира. Из серии «Шекспириана». 1738—1815. Пунктирная манера. Печать сангиной
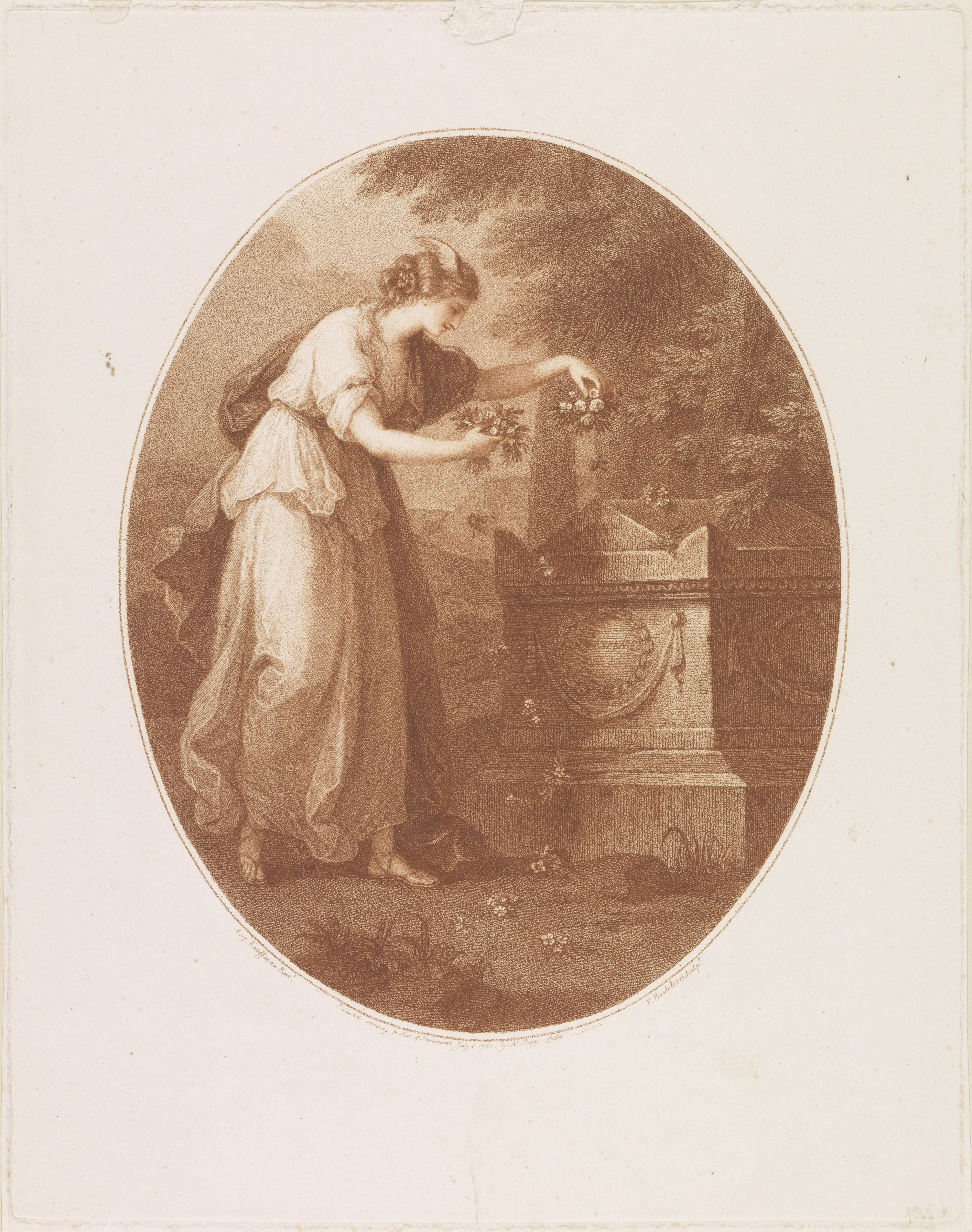
Могила Шекспира. Из серии «Шекспириана». 1782. По оригиналу А. Кауфман. Пунктирная манера. Печать сангиной
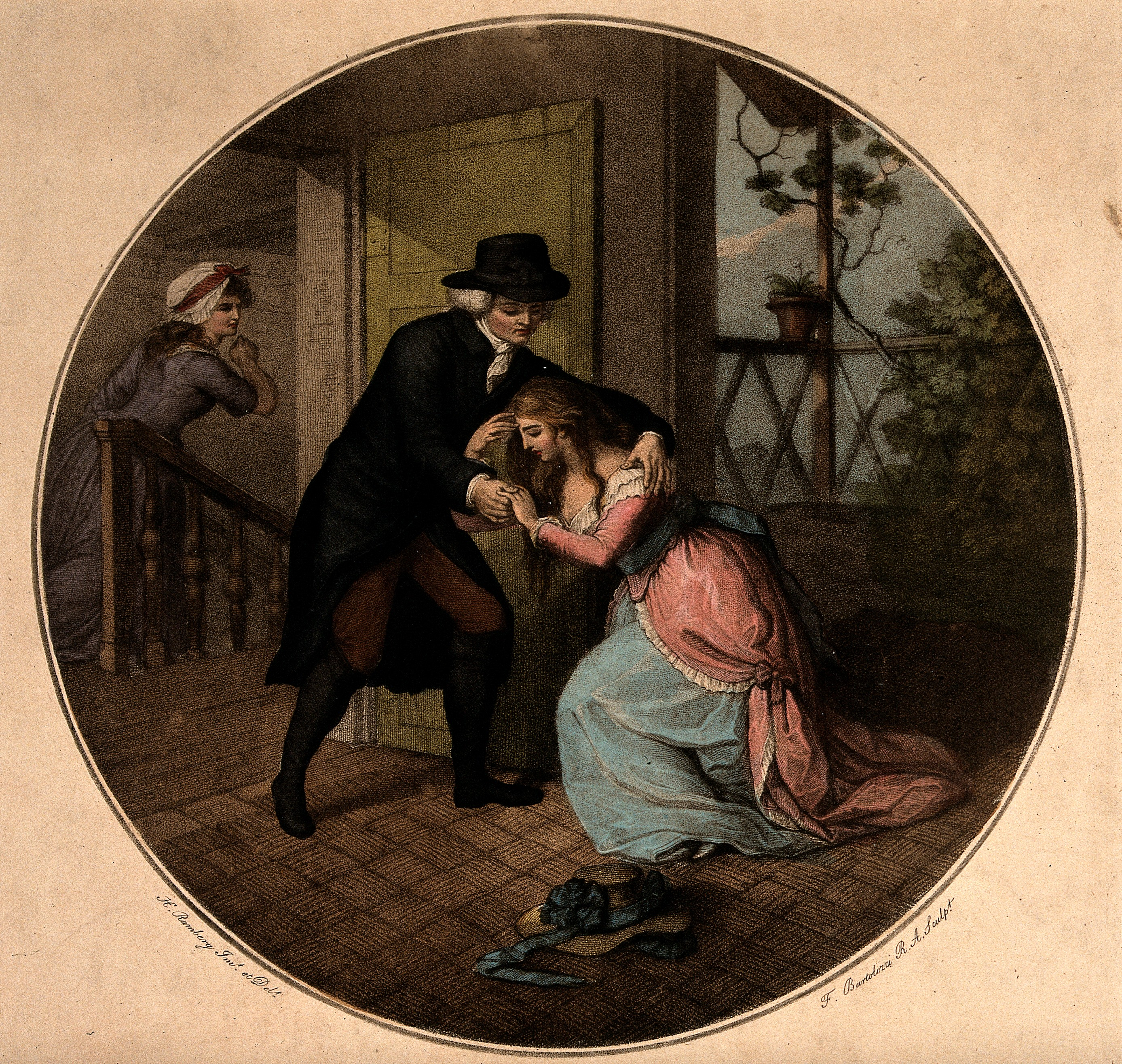
Мужчина утешает молодую женщину, оказавшуюся в бедственном положении. Цветная гравюра по оригиналу Дж.Х. Рамберга
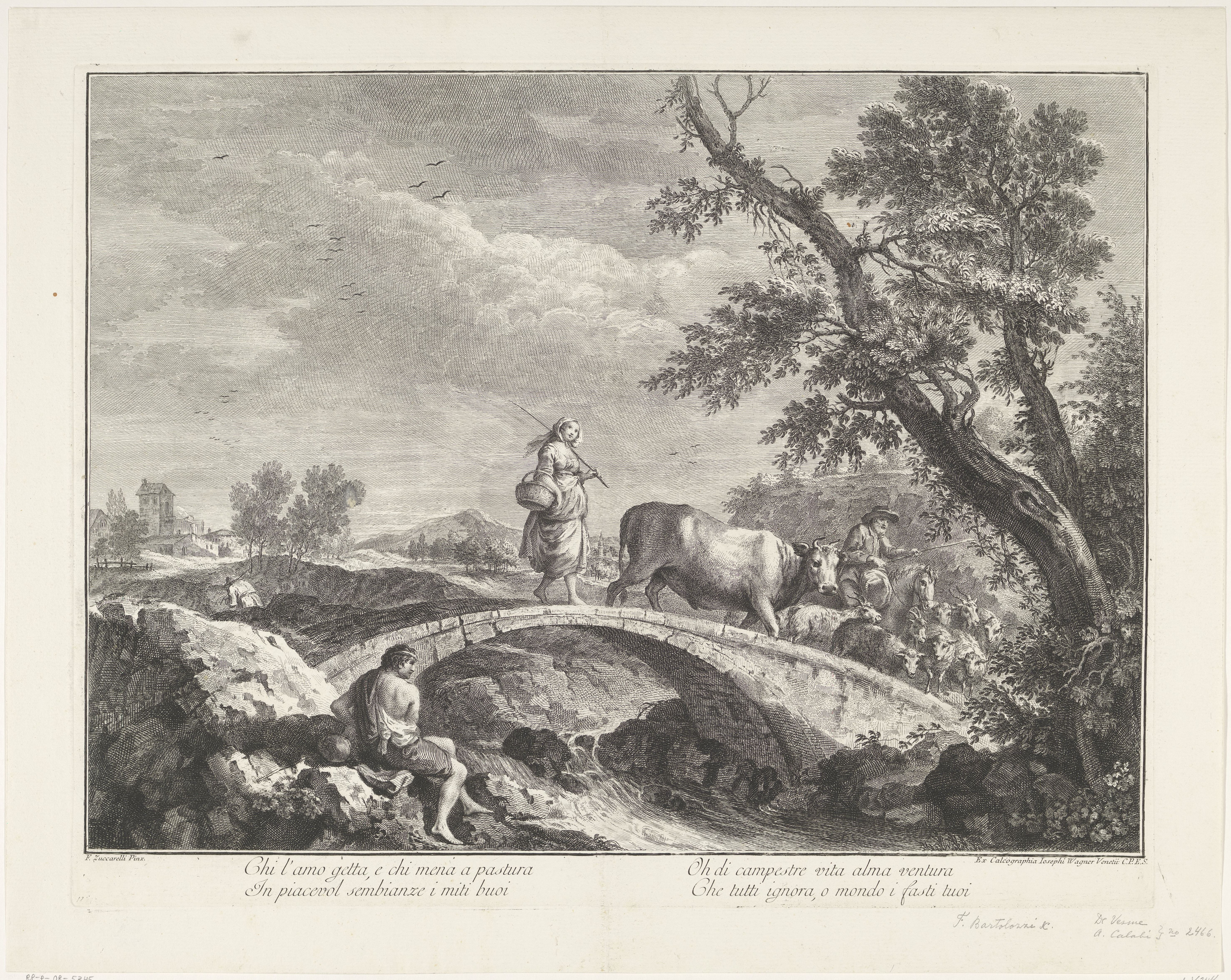
Пейзаж с пастухом и пастушкой со стадом на мосту. Офорт